# 周绍勋
周绍勋（1934年1月—1998年8月9日），天津市人，中华人民共和国政治人物。中国人民解放军海军少将。

## 生平
1951年7月，参加中国人民解放军。1951年7月至1952年，在海军炮校有线机务专业学习。1952年至1954年，任海军水警区见习技师。1954年至1956年，任海军基地通信科工作员。1955年3月，加入中国共产党。1956年至1958年，任海军基地通信修理所电机技师。1958年至1960年，任海军基地司令部通信处参谋。1960年至1962年，任海军基地司令部办公室秘书：1962年至1964年，任海军基地司令部通信站电话台台长。1964年至1965年，任海军基地司令部通信站副政治委员。1965年至1969年，任海军基地直属政治处组织干事。1969年至1973年任海军基地政治部直属政治处副主任。1973年至1977年，任海军基地政治部组织处副处长、处长。1977年至1979年，任海军快艇支队政治部主任，1979年至1983年，任海军潜艇支队政治委员、1983年至1985年，任海军基地政治部主任。1985年至1993年1月，任海军南海舰队副政治委员、舰队党委常委兼舰队纪律检查委员会书记。1993年1月至1995年2月，任海军指挥学院政治委员。1988年9月，被授予海军少将军衔。1998年8月9日，在北京逝世。